# علی الدیوان
علی الدیوان (عربی: علي أحمد الديوان؛ ۱ ژوئیهٔ ۱۹۶۸ – ۱۸ ژوئن ۲۰۰۶) بازیکن فوتبال اهل عراق بود.
از باشگاه‌هایی که در آن بازی کرده‌است می‌توان به باشگاه ورزشی المینا اشاره کرد.
وی همچنین در تیم ملی فوتبال عراق بازی کرده‌است.